# La città delle navi
La città delle navi è un romanzo fantasy-fantascientifico del 2002 dello scrittore britannico China Miéville, il terzo da lui scritto e il secondo ambientato nel Bas-Lag, un mondo immaginario caratterizzato dalla presenza combinata della magia e di una tecnologia sul filone steampunk. 
Il romanzo ha vinto il British Fantasy Award nel 2003 e fu candidato al Premio Philip K. Dick nel 2002 e al Premio Hugo e Premio Arthur C. Clarke nel 2003. 
In Italia è stato pubblicato nel 2004 dalla Fanucci Editore all'interno della collana Immaginario Solaria (n.15), con la traduzione di Elisa Villa.
Anche se ambientato nello stesso universo di Perdido Street Station, La città delle navi non ne è propriamente il seguito, trattando di eventi e personaggi differenti, e può essere letto come un romanzo indipendente.
La città delle navi unisce ai tratti new weird tipici di Mièville, un'ambientazione di tipo picaresco, e della narrativa di viaggio, dal momento che tratta principalmente del viaggio della nave mercantile Tersicoria e degli eventi successivi all'attacco di un equipaggio di pirati ai danni del mercantile.

## Trama
La narrazione prende simbolicamente il via a New Crobuzon, principale ambientazione di Perdido Street Station, da cui parte il Tersicoria, diretto alla colonia penale di Nova Esperium. 
Prima che la nave giunga a destinazione è attaccata dai pirati, che dopo aver ucciso il capitano, catturano tutti i passeggeri e li conducono nella loro base di Armada, una città galleggiante formata da migliaia di navi legate tra loro. A tutti viene offerta una "scelta" tra la morte o il diventare cittadini di Armada. Mentre a chi si era imbarcato liberamente la città dei pirati appare come una prigionia, per i condannati ai lavori forzato come Tanner Sack, l'imprevisto si rivela come una nuova opportunità di vita. 
A causa della sua conoscenza delle lingue, a Bellis viene offerto un impiego nella biblioteca della città, composta da una vasta collezione di libri rubati dai pirati nel corso di molte scorrerie. Nella città vive una comunità eterogenea di persone, alcune catturate e forzate a trasferirvisi, altre stabilitesi volontariamente in cerca di una nuova patria. Col passare del tempo Bellis fa la conoscenza di alcuni degli abitanti di Armada, tra cui Uther Doul, la guardia del corpo dei due misteriosi governanti della città, detti "gli Amanti", e Silas Fennec, un'ambigua spia newcrobuziana. 
Casualmente, o forse grazie ai piani del capitano Uther Doul, Bellis viene a conoscenza di un piano segreto degli Amanti: risvegliare e soggiogare una mitica creatura degli abissi, l'Avanc, per usarlo come forza motrice della città galleggiante. Nel loro folle intento, gli Amanti conducono la città verso mari inesplorati, sottoponendo i suoi abitanti a molti rischi inattesi. Quando finalmente il piano degli amanti diviene di pubblico domino, la città viene sconvolta da una rivolta, guidata dal Brucolac, un vampiro che governa su di uno dei distretti di Armada. Il vampiro viene catturato e la rivolta repressa, ma quando l'avanc viene infine soggiogato, un nuovo ammutinamento pone fine al governo degli amanti, e la città abbandona i suoi folli piani e ritorna verso l'Oceano Nascosto. 
Il romanzo si chiude con la consapevolezza di Bellis, la quale ha avuto un ruolo fondamentale nell'ostacolare il piano degli Amanti, del fatto che ben pochi degli eventi a cui ha partecipato sono stati casuali, e comprende che il capitano Uther Doul, apparentemente fedele ai suoi governanti, è stato probabilmente colui che ha salvato la città delle navi da un disastro quasi inevitabile.

## Personaggi
Tra i personaggi a bordo della nave vi sono:
- Bellis Coldwine una linguista costretta a fuggire dalla città a causa del suo coinvolgimento negli eventi narrati in Perdido Street Station.
- Johannes Tearfly uno scienziato imbarcato per uno studio sulla fauna e la biologia marina.
- Tanner Sack, un rifatto condannato ai lavori forzati.
- Sheqel, un giovane mozzo che stringe amicizia con Tanner.